# Kalînivka, Jîtomîr
Kalînivka (în ucraineană Калинівка) este un sat în comuna Levkiv din raionul Jîtomîr, regiunea Jîtomîr, Ucraina.

## Demografie
Componența lingvistică a localității Kalînivka
     Ucraineană (99,55%)
     Alte limbi (0,45%)
Conform recensământului din 2001, majoritatea populației localității Kalînivka era vorbitoare de ucraineană (99,55%), existând în minoritate și vorbitori de alte limbi.